# Țesut adipos
Țesutul adipos este format de celulele numite adipocite. Adipocitele conțin cantități mari de grăsimi (lipide) sub formă de trigliceride (TG).
Țesutul adipos se găsește de obicei subcutanat și reprezintă un depozit important de energie al organismului. În inaniție, depozitele de TG sunt degradate până la acizi grași și glicerol, pentru a obține energia necesară proceselor vitale, în absența aportului exogen de substanțe nutritive. De asemenea, el are rol și de izolator termic al organismului.
Aportul glucidic exagerat constă în final în transformarea glucozei în acizi grași, aceștia unindu-se pentru a forma depozitele de trigliceride. Organismul păstrează excesul de energie sub forma de grăsime, în cazul în care depozitele de glicogen din mușchi și ficat sunt satisfăcute.

## Legături externe
- Fotomicrografe de țesut adipos